# Monaeses griseus
Monaeses griseus är en spindelart som beskrevs av Pietro Pavesi 1897. Monaeses griseus ingår i släktet Monaeses och familjen krabbspindlar. Inga underarter finns listade i Catalogue of Life.